# Вилланова-Туло
Вилланова-Туло (итал. Villanova Tulo) — коммуна в Италии, располагается в регионе Сардиния, в провинции Кальяри.
Население составляет 1208 человек (2008 г.), плотность населения составляет 30 чел./км². Занимает площадь 40 км². Почтовый индекс — 8030. Телефонный код — 0782.
Покровителем коммуны почитается святой Иулиан, празднование 20 февраля.

## Демография
Динамика населения:

## Администрация коммуны
- Официальный сайт: